# Agnieszka Truszyńska
Agnieszka Truszyńska (ur. 4 maja 1971) – polska piłkarka ręczna, dwukrotna mistrzyni Polski, wielokrotna reprezentantka Polski.

## Życiorys

### Kariera klubowa
Była wychowanką Błękitnych Mirsk, od 1986 występowała w MZKS Karkonosze Jelenia Góra, od 1989 w Bałtyku Gdynia, od 1993 reprezentowała barwy Montexu Lublin, zdobywając z nim mistrzostwo Polski w 1995. Od 1995 do 2005 była zawodniczką AZS-AWFiS Gdańsk. Przez wiele lat pełniła funkcję kapitana drużyny. Z gdańskim klubem zdobyła mistrzostwo Polski w 2004, wicemistrzostwo w 2005 i brązowy medal mistrzostw Polski w 2002 i 2003. Ukończyła studia na Akademii Wychowania Fizycznego i Sportu w Gdańsku. Po zakończeniu kariery pracuje jako trener, w 2008 założyła wspólnie z Dariuszem Tomaszewskim Uczniowski Klub Sportowy Siódemka Gdańsk-Osowa, w którym również prowadzi drużyny dziecięce.

### Kariera reprezentacyjna
W reprezentacji Polski debiutowała 1 lutego 1994 w towarzyskim spotkaniu z Czechami. Wystąpiła na mistrzostwach świata w 1999 (11. miejsce) i mistrzostwach Europy w 1996 (11. miejsce) i 1998 (5. miejsce). Ostatni raz wystąpiła w tej drużynie w meczu eliminacji mistrzostw świata 2003 - 1 czerwca 2003 z Hiszpanią. Łącznie w biało-czerwonych barwach wystąpiła 112 razy, zdobywając 165 bramek.